# Satellite Award de la meilleure mini-série ou du meilleur téléfilm
Le Satellite Award de la meilleure mini-série ou meilleur téléfilm (Satellite Award for Best Miniseries or Motion Picture Made for Television) est une récompense cinématographique américaine décernée depuis 1997 par The International Press Academy récompensant les meilleurs mini-séries et téléfilms diffusés au cours de l'année écoulée.
La catégorie est divisée en deux en 2000, Meilleure mini-série (Satellite Award for Best Miniseries) et Meilleur téléfilm (Satellite Award for Best Television Film), et elles sont fusionnées à nouveau en 2011.

## Palmarès
Note : les gagnants sont indiqués en gras.

### Années 1990
De 1997 à 1998 : Meilleure mini-série ou meilleur téléfilm.
- 1997 : Les Voyages de Gulliver
  - Orgueil et Préjugés (Jane Austen’s Pride and Prejudice)
  - If These Walls Could Talk
  - The Siege at Ruby Ridge
  - The Summer of Ben Tyler

- 1998 : Don King: Only in America
  - Breast Men
  - George Wallace
  - Miss Ever's Boys
  - L'Odyssée
  - Weapons of Mass Distraction (en)

- 1999 : De la Terre à la Lune (From the Earth to the Moon)
  - A More Tales of the City
  - Bright Shining Lie
  - Femme de rêve (Gia)
  - La Nation reconnaissante (Thanks of a Grateful Nation)

### Années 2000
De 2000 à 2010, 2 catégories : Meilleure mini-série et Meilleur téléfilm.
- 2000 : 
  - Meilleure mini-série : Hornblower 
    - Bonanno: A Godfather's Story
    - Jeanne d'Arc
    - P.T. Barnum
    - Purgatory

  - Meilleur téléfilm : Strange Justice (en)
    - Introducing Dorothy Dandridge
    - A Lesson Before Dying
    - RKO 281
    - A Slight Case of Murder

- 2001 : 
  - Meilleure mini-série : American Tragedy
    - The Corner
    - The Beach Boys: An American Family (en)
    - Jason et les Argonautes (Jason and the Argonauts)
    - Sally Hemings: An American Scandal

  - Meilleur téléfilm : Harlan County War
    - Cheaters
    - Dirty Pictures
    - For Love or Country: The Arturo Sandoval Story
    - Nuremberg

- 2002 : 
  - Meilleure mini-série : Life with Judy Garland: Me and My Shadows
    - Frères d'armes (Band of Brothers)
    - Chroniques de San Francisco (Further Tales of the City)
    - Anne Frank: The Whole Story
    - 1943 l'ultime révolte (Uprising)

  - Meilleur téléfilm : The Day Reagan Was Shot
    - Conspiration (Conspiracy)
    - Midwives
    - Varian's War
    - Wild Iris
    - Bel Esprit (Wit)

- 2003 : 
  - Meilleure mini-série : Disparition (Taken)
    - The Forsyte Saga
    - Apparitions (Talking To Heaven)
    - Master Spy: The Robert Hanssen Story
    - Shackleton

  - Meilleur téléfilm : Une question de courage (Door to Door)
    - The Gathering Storm
    - Keep the Faith, Baby
    - Le Projet Laramie (The Laramie Project)
    - Path to War

- 2004 : 
  - Meilleure mini-série : Angels in America
    - Les Enfants de Dune (Children of Dune)
    - Out of Order
    - Docteur Jivago
    - Hélène de Troie
    - Hornblower: Loyalty

  - Meilleur téléfilm : Rudy: The Rudy Giuliani Story
    - And Starring Pancho Villa as Himself
    - My House in Umbria
    - Normal
    - Our Town
    - Soldier's Girl

- 2005 (janvier) : 
  - Meilleure mini-série : The Lost Prince
    - Les 4400 (The 4400)
    - American Family
    - Charles II: The Power & the Passion
    - Suspect numéro 1 (Prime Suspect)
    - The Second Coming

  - Meilleur téléfilm : Redemption: The Stan Tookie Williams Story
    - Helter Skelter
    - Iron Jawed Angels
    - Moi, Peter Sellers (The Life and Death of Peter Sellers)
    - La Création de Dieu (Something the Lord Made)

- 2005 (décembre) : 
  - Meilleure mini-série : Elvis : Une étoile est née (Elvis)
    - Empire Falls
    - Into the West
    - Miss Marple
    - Révélations
    - The Virgin Queen

  - Meilleur téléfilm : Reefer Madness
    - Kidnapped
    - Lackawanna Blues
    - The Magic of Ordinary Days
    - Our Fathers
    - Quelques jours en avril (Sometimes in April)
    - Warm Springs

- 2006 : 
  - Meilleure mini-série : To the Ends of the Earth
    - La Maison d'Âpre-Vent (Bleak House)
    - Casanova
    - Elizabeth I
    - Thief

  - Meilleur téléfilm : A Little Thing Called Murder
    - Gideon's Daughter
    - High School Musical
    - In from the Night
    - Mrs. Harris

- 2007[1] : 
  - Meilleure mini-série : The Amazing Mrs. Pritchard
    - Jane Eyre
    - Starter Wife (The Starter Wife)
    - The Company
    - Cinq jours (Five Days)

  - Meilleur téléfilm : Mitch Albom's for One More Day
    - The Wind and the Willows
    - Longford
    - Life Support
    - The Trial of Tony Blair
    - Bury My Heart at Wounded Knee

- 2008[2] : 
  - Meilleure mini-série : Cranford
    - John Adams
    - The Last Enemy

  - Meilleur téléfilm : Filth: The Mary Whitehouse Story
    - The Memory Keeper's Daughter
    - Bernard and Doris
    - God on Trial
    - Recount
    - 24: Redemption

- 2009[3] : 
  - Meilleure mini-série : La Petite Dorrit (Little Dorrit)
    - Les Enquêtes de l'inspecteur Wallander (Wallander)
    - Diamonds
    - Le Prisonnier (The Prisonner)
    - Crash

  - Meilleur téléfilm : Grey Gardens
    - The Courageous Heart of Irena Sendler
    - Taking Chance
    - Endgame
    - Into the Storm
    - Loving Leah

### Années 2010
- 2010[4] : 
  - Meilleure mini-série : Sherlock
    - Carlos
    - Emma
    - The Pacific
    - Les Piliers de la terre (The Pillars of the Earth)
    - Small Island

  - Meilleur téléfilm : Temple Grandin
    - Le Journal d'Anne Frank (The Diary of Anne Frank)
    - Quand l'amour ne suffit plus : L'Histoire de Lois Wilson (When Love Is Not Enough: The Lois Wilson Story)
    - The Special Relationship
    - La Vérité sur Jack (You Don't Know Jack)

En 2011, 2012 et 2013, fusion en une seule catégorie : Meilleure mini-série ou meilleur téléfilm.
- 2011[5] : Mildred Pierce
  - Cinema Verite
  - Downton Abbey
  - Page Eight
  - Thurgood
  - Too Big to Fail : Débâcle à Wall Street (Too Big to Fail)

- 2012[6] : Hatfields and McCoys
  - Birdsong
  - The Crimson Petal And The White
  - Les Enquêtes de l'inspecteur Wallander (Wallander)
  - Hemingway & Gellhorn
  - Game Change
  - Luther
  - Sherlock

- 2014 : Dancing on the Edge
  - Ma vie avec Liberace (Behind the Candelabra)
  - The Big C: Hereafter
  - Burton and Taylor
  - Generation War
  - Mob City
  - Parade's End
  - Phil Spector
  - Top of the Lake
  - The White Queen

- 2015 : 
  - Meilleure mini-série : Olive Kitteridge
    - 24: Live Another Day
    - Les Enquêtes de Morse (Endeavour)
    - Fleming : L'Homme qui voulait être James Bond (Fleming: The Man Who Would Be Bond)
    - Happy Valley
    - The Honourable Woman
    - The Spoils of Babylon
    - The Roosevelts
    - Sherlock

  - Meilleur téléfilm : Return to Zero
    - The Gabby Douglas Story
    - The Normal Heart
    - Turks & Caicos
    - The Trip to Bountiful

- 2016 : 
  - Meilleure mini-série : Flesh and Bone
    - The Book of Negroes
    - Saints and Strangers
    - Show Me a Hero
    - Wolf Hall

  - Meilleur téléfilm : Stockholm, Pennsylvania
    - Bessie
    - Killing Jesus
    - Nightingale

À partir de 2016, nouvelle fusion en une seule catégorie : Meilleure mini-série ou meilleur téléfilm.
- 2017 : American Crime Story : The People v. O.J. Simpson
  - All the Way
  - And Then There Were None
  - Churchill's Secret
  - Close to the Enemy
  - Confirmation
  - The Dresser
  - Lady Day at Emerson's Bar and Grill
  - The Night Of

- 2018 : Big Little Lies
  - Feud: Bette and Joan
  - Guerrilla
  - Rillington Place
  - When We Rise
  - The Young Pope

- 2019 : American Crime Story: The Assassination of Gianni Versace – FX
  - The Looming Tower – Hulu
  - Patrick Melrose – Showtime
  - Sharp Objects – HBO
  - A Very English Scandal – Amazon

### Années 2020
- 2020 : Chernobyl
  - The Act
  - Fosse/Verdon
  - Unbelievable
  - Dans leur regard (When They See Us)
  - Years and Years

- 2021 : 
  - Meilleure mini-série : The Good Lord Bird
    - Mrs. America
    - Normal People
    - Le Jeu de la dame (The Queen's Gambit)
    - Small Axe
    - The Undoing
    - Unorthodox

  - Meilleur téléfilm : The Clark Sisters: First Ladies of Gospel
    - Bad Education
    - Sylvie's Love
    - Mon oncle Frank

- 2022 : Mare of Easttown (HBO)
  - It's a Sin (HBO Max)
  - Maid (Netflix)
  - The North Water (AMC+)
  - Time (BBC One)
  - The Underground Railroad (Prime Video)

- 2023 : 
  - Meilleure mini-série : Sur ordre de Dieu
  - Monstre
  - Harry Palmer : The Ipcress File
  - The Old Man
  - Pachinko
  - The Staircase
  - This Is Going to Hurt
  - We Own This City
  - Meilleur téléfilm : Weird: The Al Yankovic Story
  - Fresh
  - La Ruse
  - Une amie au poil
  - Le Survivant

- 2024 : Fargo
  - Toute la lumière que nous ne pouvons voir (All the Light We Cannot See)
  - Acharnés (Beef)
  - Fellow Travelers
  - A Spy Among Friends
  - Tiny Beautiful Things

- 2025 : Ripley
  - Mon petit renne (Baby Reindeer)
  - Feud: Les Trahisons de Truman Capote (Feud: Capote vs The Swans)
  - Masters of the Air
  - The Penguin
  - The Sympathizer